# Matajudaica
Matajudaica es una localidad española del municipio de Corsá, perteneciente a la provincia de Gerona, en la comunidad autónoma de Cataluña.

## Historia
Hacia mediados del siglo XIX, el lugar, por entonces perteneciente a Casavells, tenía contabilizada una población de 87 habitantes. Aparece descrito en el decimoprimer volumen del Diccionario geográfico-estadístico-histórico de España y sus posesiones de Ultramar de Pascual Madoz de la siguiente manera:

MATAJUDAICA: l. en la prov. y dióc. de Gerona (3 1/2 leg.), part. jud. de La Bisbal (1 1/4), aud. terr., c. g. de Barcelona (14 1/2), ayunt. de Casavells (1/4). sit. en el declive de una pequeña altura; le combaten con frecuencia los vientos del N.: su clima es templado y sano; las enfermedades comunes, son fiebres intermitentes en el verano, producidas por las emanaciones de algunos pantanos próximos, y pulmonias en el invierno. Tiene una igl. parr. (San Juan) servida por un cura de ingreso, de patronato real y ordinario, y contiguo á ella el cementerio. El térm. confina N. Parlabá; E. Fonolleras; S. Ullastret, y O. Casavells; se estiende 1/2 hora de N. á S., y 1/3 de E. á O. El terreno es de mediana calidad, le fertiliza el r. Adaró, en cuyas márg. se ven algunas alamedas, y hay pequeños bosques de robles, encinas y arbustos. Los caminos son locales, y se hallan en regular estado. El correo le recojen los interesados en la v. de la Bisbal. prod.: trigo puro y mezcladizo, maiz, habas, arbejas, fruta de todas clases, y algun cáñamo; cria ganado lanar, cabrio y vacuno; y caza con escasez. ind. molinos de harina. comercio: esportacion de nueces y algun otro art. sobrante, é importacion de arroz, aceite, sal y pesca salada. pobl. 19 vec., 87 almas. cap. prod.: 1.434,400. imp. 36,860.
(Madoz, 1848, pp. 293-294)

En la actualidad pertenece al municipio de Corsá. En 2022, la entidad singular de población tenía empadronados 39 habitantes y el núcleo de población 33 habitantes.

## Patrimonio
En el lugar hay una iglesia bajo la advocación de San Juan.